# Хемпфинг, Вильгельм
Вильгельм Хемпфинг (нем. Wilhelm Hempfing; 15 июля 1886, Шёнау (Оденвальд), Германская империя — 6 июня 1948, Карлсруэ, Германия) — немецкий художник и график. 

## Жизнь и творчество
Вильгельм Хемпфлинг изучал живопись в Художественной академии Карлсруэ, в мастер-классе живописца Фридриха Фера. Параллельно учится графическому мастерству у Вальтера Конца. После окончания академического образования Хемплинг совершает учебные поездки по странам Южной Европы, он посещает Испанию, Италию, балканские страны, а также едет в Северную Африку, позднее в Данию, Англию, работает на севере Франции и Германии (Бретань, острова Зильт, Рюген, Узедом). Начиная с 1911 года выставки произведений художника проходят в Ганновере, Берлине, Баден-Бадене, Цюрихе, Вене, Карлсруэ.
В годы правления национал-социалистов работы художника пользуются популярностью у властей и многократно выставляются, в том числе в 1937—1944 годы на Больших немецких художественных выставках в Доме немецкого искусства в Мюнхене. Некоторые из выставленных там картин, а именно ню «Сидящая блондинка», обладавшая внешним сходством с Евой Браун, была приобретена А. Гитлером, как и «Девичий портрет» (нем. Mädchenbildnis, 1938). Среди тем, над которыми работал Вильгельм Хемплинг, следует назвать в первую очередь портреты и картины ню, а также пейзажи и изображения цветов. Был крупным мастером в области художественной графики.

## Галерея

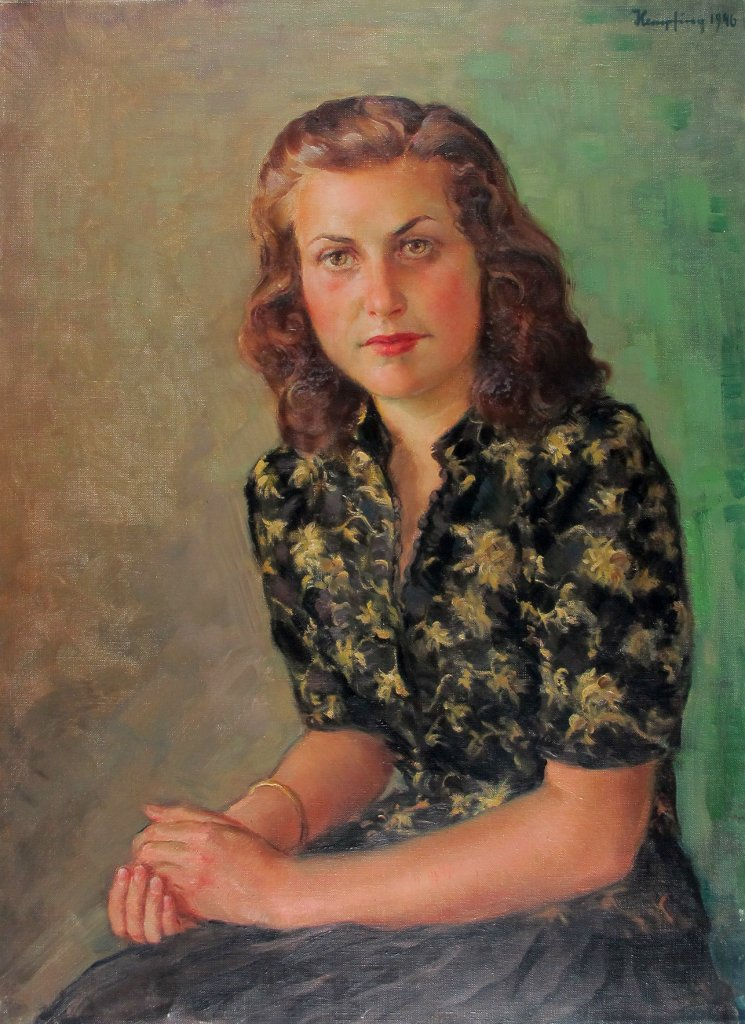
Женский портрет (1946).
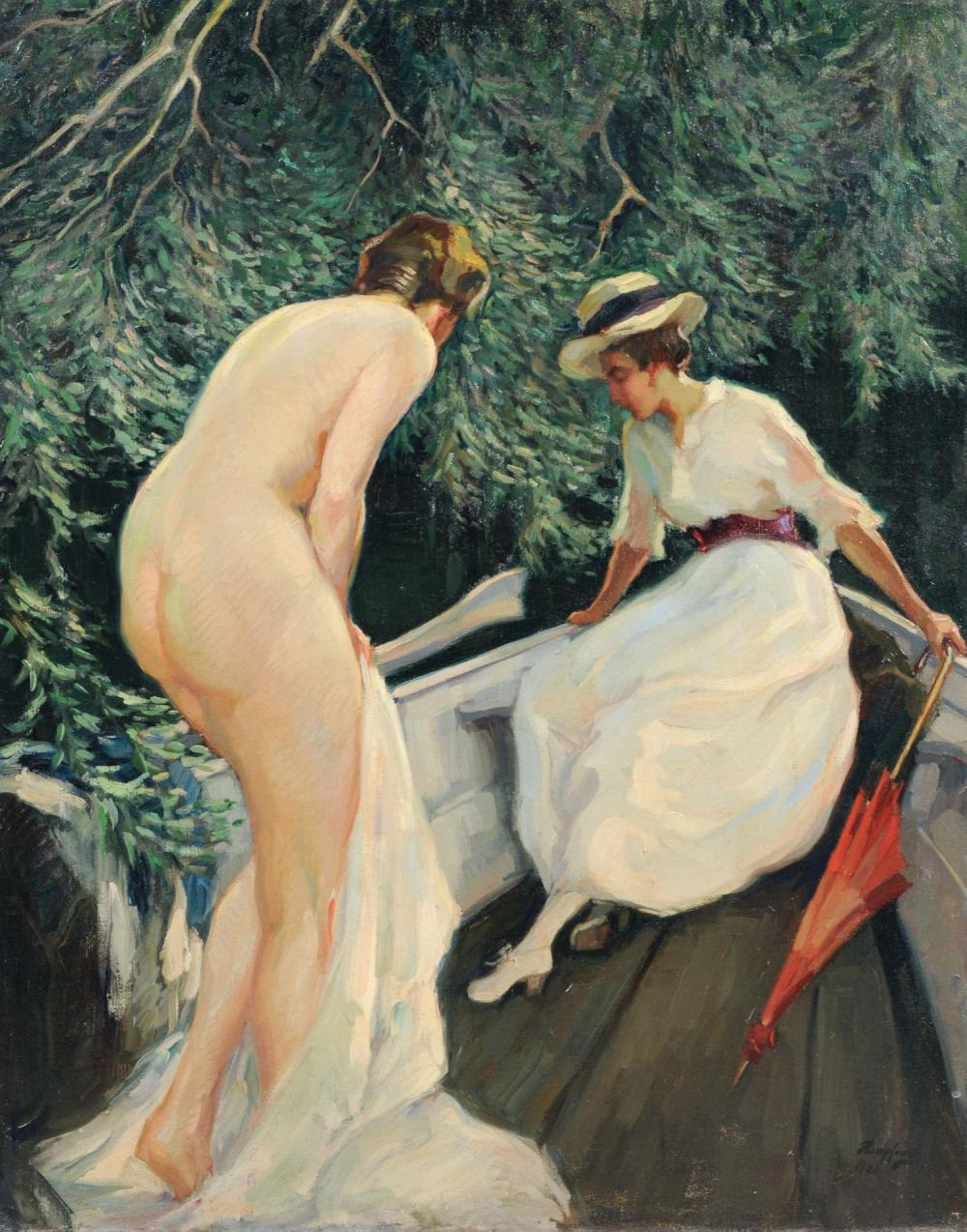
Купальщицы (1924).
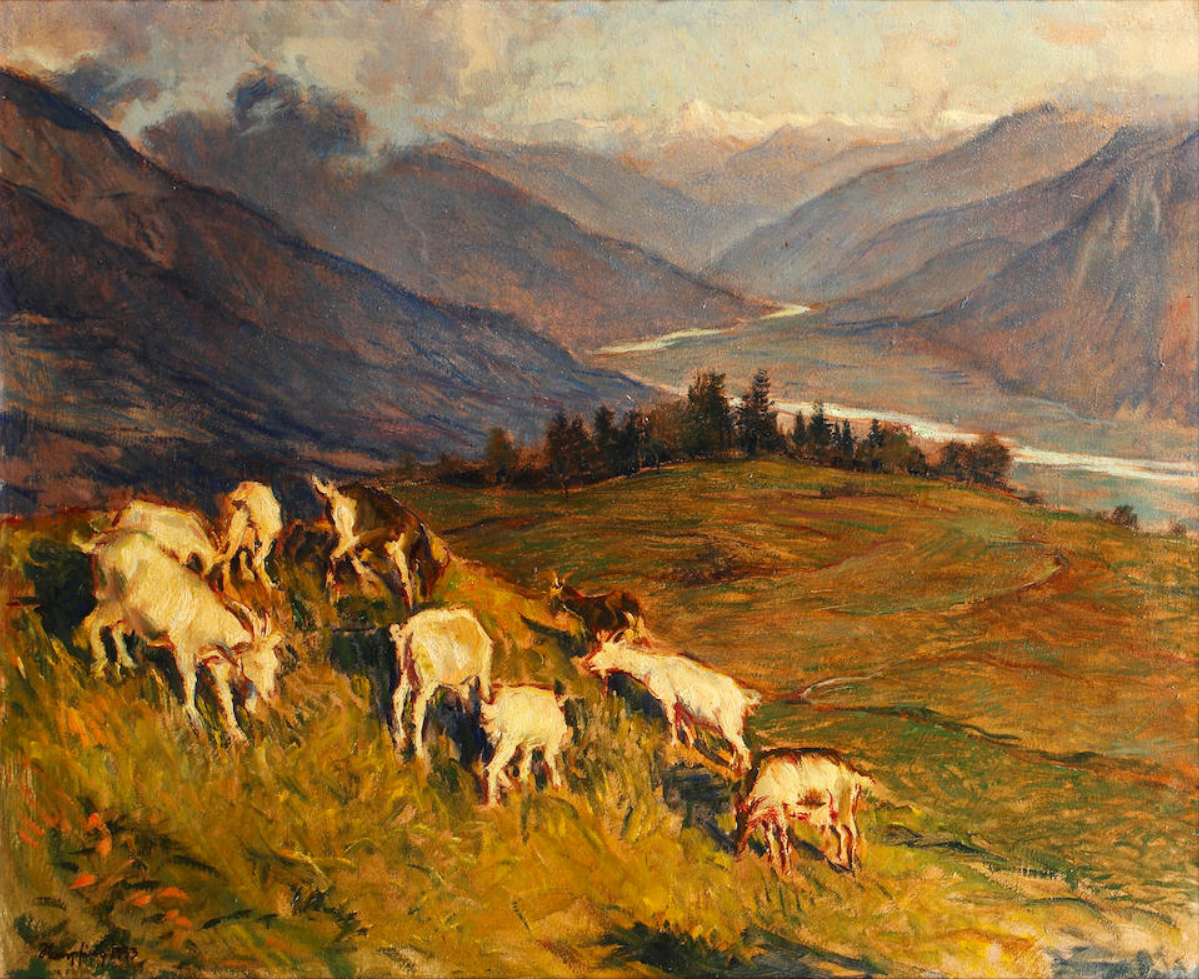
Козы, пасущиеся на холме (1933).
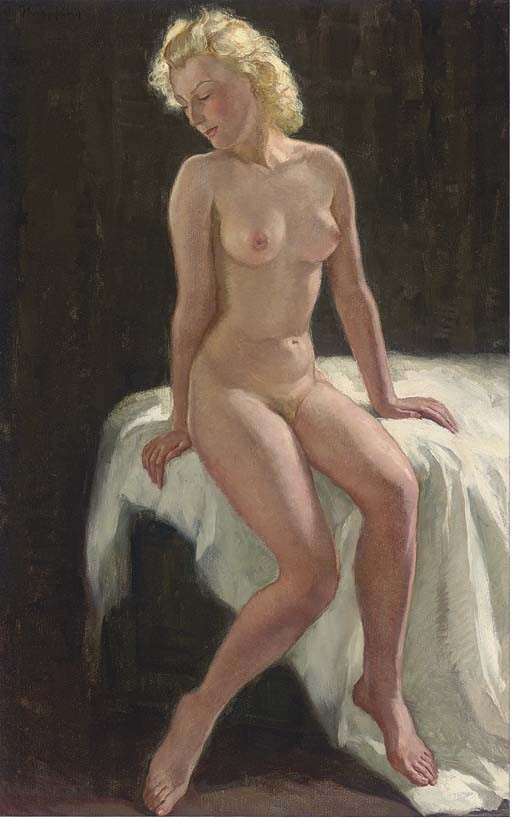
Натурщица.
Дети на пляже (ок. 1920).